# Condé-en-Normandie
Condé-en-Normandie – gmina we Francji, w regionie Normandia, w departamencie Calvados. Została utworzona 1 stycznia 2016 roku z połączenia sześciu wcześniejszych gmin: La Chapelle-Engerbold, Condé-sur-Noireau, Lénault, Proussy, Saint-Germain-du-Crioult oraz Saint-Pierre-la-Vieille. Siedzibą gminy została miejscowość Condé-sur-Noireau. W 2013 roku populacja wyżej wymienionych gmin wynosiła 7223 mieszkańców.